# Siège de Boonesborough
 (mai 2016).
Guerre d'indépendance des États-Unis
Batailles
Le siège de Boonesborough a eu lieu en septembre 1778 au cours de guerre d'indépendance américaine. L'attaque sur le village de Boonesborough dans le Kentucky a été dirigée par Blackfish, chef des Shawnees et allié aux Britanniques. Quelques mois avant la bataille, Blackfish avait capturé et adopté Daniel Boone, fondateur de Boonesborough. Boone s'est échappé à temps pour défendre la colonie contre les Shawnees. Le siège de Blackfish a échoué et a été levé au bout de dix jours. Boone a ensuite été traduit en cour martiale par ses collègues officiers qui le soupçonnaient d'avoir des sympathies britanniques. Boone a été acquitté, mais il s'est ensuite rapidement éloigné de Boonesborough.

## Contexte

### Colonisation du Kentucky
En 1774, la colonie britannique de la Virginie défait une coalition d'Amérindiens dans la vallée de l'Ohio, principalement des Shawnees, lors de la guerre de Dunmore. Dans le traité qui met fin à la guerre, la rivière Ohio est définie comme la frontière entre les terres des Shawnees au nord de la rivière et à l'ouest de la Virginie (de nos jours la Virginie-Occidentale et la majeure partie du Kentucky) au sud. Les Amérindiens ne sont cependant pas unifiés, et de nombreux chefs amérindiens ne reconnaissent pas le traité qui cède leur principal territoire de chasse.